# سیر
سیر (نام علمی: Allium sativum) گیاهی است از راستهٔ مارچوبه‌سانان (Asparagales) از خانوادهٔ نرگسیان و زیرخانوادهٔ پیازیان (Alliaceae) و سردهٔ سیر (Alliums).

## گیاه‌شناسی
سیر گیاهی است علفی و دائمی که ساقهٔ آن تا ارتفاع ۴۰ سانتیمتر نیز می‌رسد. قسمت زیرزمینی آن متورم و مرکب از ۵ تا ۱۲ قطعه و محصور در غشاهای نازک و ظریف به‌رنگ خاکستری مایل به سفید است. برگ‌های آن باریک و نواری شکل به رنگ سبز تیره و گل‌های آن کوچک و صورتی رنگ هستند که به‌صورت یک چتر در انتهای ساقه ظاهر می‌شود.
سیر و پیاز رابطه‌ای نزدیک با هم دارند. به‌طور کلی ۲ نوع سیر وجود دارد.
1. سیر آمریکایی که Greole نامیده می‌شود. این نوع سیر دارای پوست سفید است.
2. سیر تاهیتی که درشت‌تر است و گاهی قطر آن به ۸ سانتیمتر می‌رسد.[نیازمند منبع]

## تاریخچه
به دستور خوفو، یکی از پادشاهان دودمان چهارم مصر باستان، یک پر سیر را روی بلندترین هرم جیزه حکاکی کردند. از این بیان چنین برمی آید که مصریان به سیر جنبهٔ خدایی می‌دادند. سنگ‌نوشته‌ای که بر یکی از سنگ‌های اهرام مصر دربارهٔ خواص طبی و درمانی سیر باقی‌مانده آشکار می‌کند که هر روز صبح به کارگرانی که در بنای هرم کار می‌کردند یک پر سیر می‌خوراندند تا آن‌ها در مقابل بیماری مصون مانده و به آن‌ها برای ساختن چنین بنای عظیم و بلندی، دل و جرأت بخشد.
یونانی‌ها، برخلاف مصریان هر که را که بوی سیر می‌داد از معابد بیرون می‌انداختند. با این وجود عجیب این است که پهلوانان یونانی پیش از مسابقات المپیک یک دورهٔ طولانی سیر مصرف می‌کردند.
یهودیان و یونانیان و رومیان سیر را مثل نوش‌دارو می‌دانستند و مورد مصرف قرار می‌دادند و جالب توجه‌است بدانیم که نزد مردم چین که مقدار زیادی سیر مصرف می‌کنند موارد سرطانی بسیار کم دیده شده‌است.
بر اساس نوشتار تاریخ‌نویس یونانی، هرودوت، نخستین شورش تاریخ بشر توسط کارگران معبد خوفو به‌خاطر قطع شدن جیرهٔ سیر آن‌ها به وقوع پیوسته‌است.

## خواص غذایی و داروشناختی
سیر سرشار از فولیک اسید، ویتامین ث، کلسیم، آهن، منیزیم، پتاسیم و مقدار کمی روی و ویتامین‌های ب۱، ب۲ و ب۳ است.

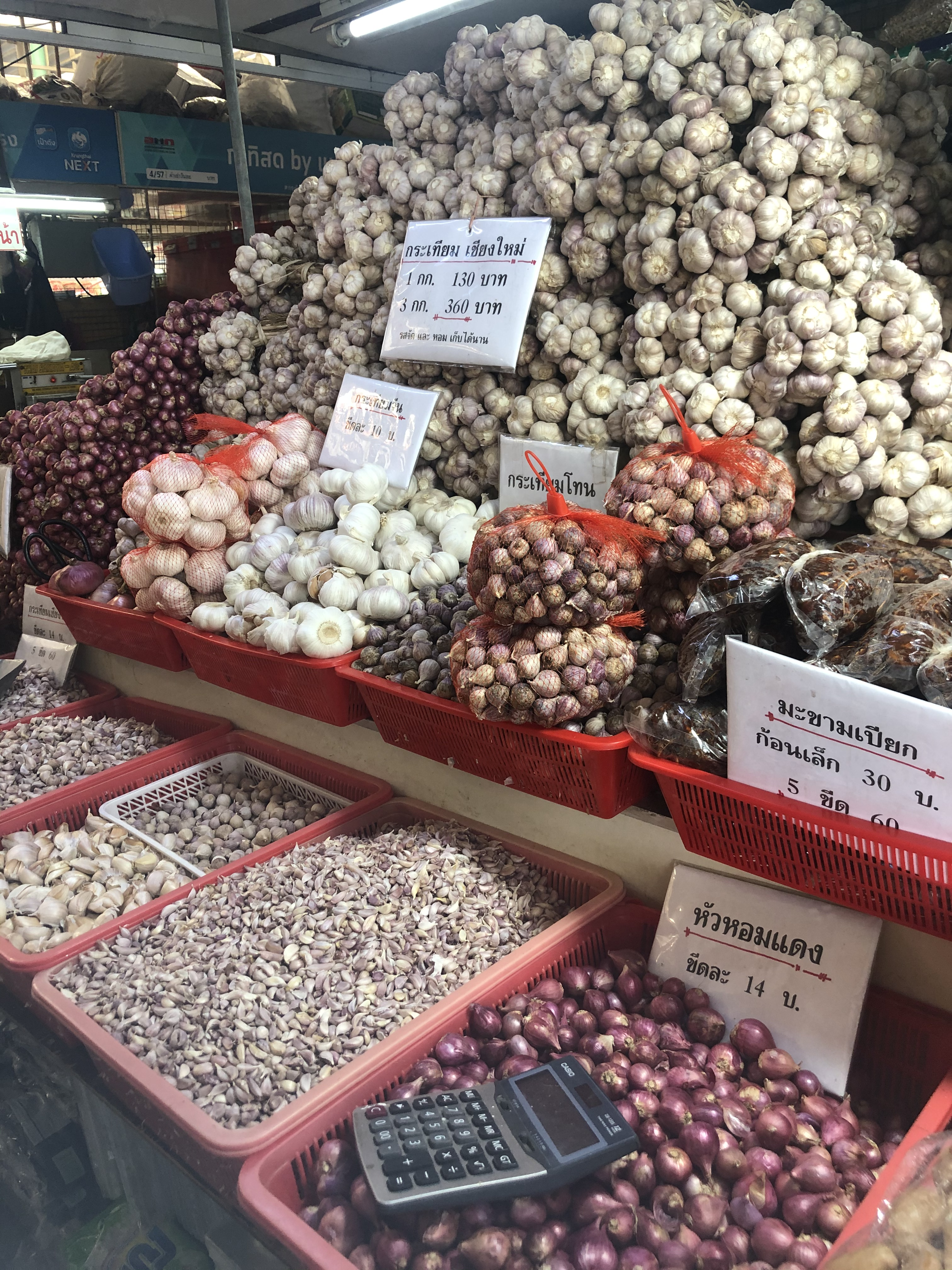
بازار فروش سیر، بانکوک

سیر یک آنتی‌بیوتیک طبیعی، ضد قارچ و ضد ویروس قوی است. در میان فرآورده‌های مختلف سیر، اسانس سیر دارای عملکرد ضد میکروبی قوی‌تری است به طوری که نسبت به پودر سیر و سیر تازه به ترتیب ۲۰۰ و ۹۰۰ برابر اثرات ضد میکروبی قویتری دارد، به علاوه استفاده از اسانس و عصارهٔ سیر در صنایع غذایی از سوی سازمان غذا و داروی ایالات متحده آمریکا ایمن معرفی شده‌است. سیر حاوی پتاسیم و ژرمانیم است، که موجب بهبود سلامتی می‌شوند؛ ژرمانیم می‌تواند یون‌های مثبت را خنثی نماید و با تسهیل جریان خون سبب افزایش سطح انرژی بدن و رفع دردها و کوفتگی‌ها در بدن شود. به‌طور طبیعی تمامی سلول‌های بدن انسان دارای ژرمانیم هستند.
مهم‌ترین خواص سیر مربوط به آلیسین است، آلیسین یک ترکیب روغنی و با رنگ زرد روشن است که عطر خاص سیر را به وجود می‌آورد. به آلیسین روغن سیر هم گفته می‌شود. بیشترین میزان آلیسین موجود در سیر ۸۰٪ تا ۸۵٪ است.

### پوست سیر
اگر بسیاری از میوه‌ها با پوست خورده شوند، فواید بیشتری برای بدن دارند؛ چراکه بخش زیادی از ویتامین‌ها و مواد مغذی آن‌ها در پوستشان نهفته‌است و پوست کندن آن‌ها این مواد مغذی را هدر می‌دهد. موز، کیوی، پیاز، سیر و مرکبات از آن جمله‌اند. پوست بیرونی سیر و پیاز منبعی غنی از ویتامین‌های ئی، ث و آ و سرشار از آنتی‌اکسیدان‌ها است؛ پوست سیر همچنین منبع فلاونوئید مخصوصاً نوع کوئرستین است که آنتی‌اکسیدان و آنتی‌بیوتیکی قوی است.

## تولید و صادرات
| کشور                                                                                  | تولید (میلیون تن) |
| ------------------------------------------------------------------------------------- | ----------------- |
| چین                                                                                   | ۲۲٫۲              |
| هند                                                                                   | ۱٫۷               |
| بنگلادش                                                                               | ۰٫۴               |
| مصر                                                                                   | ۰٫۳               |
| کره جنوبی                                                                             | ۰٫۳               |
| روسیه                                                                                 | ۰٫۳               |
| تولید جهانی                                                                           | ۲۸٫۲              |
| شامل آمار رسمی، نیمه‌رسمی یا داده‌های تخمینی منبع: UN Food and Agriculture Organization |                   |

سالانه حجم زیادی از سیر ایران به سایر کشورها از جمله روسیه، ترکمنستان، آذربایجان، اوکراین و عراق صادر می‌شود. به عنوان مثال در ۷ ماههٔ اول سال ۱۳۹۵ خورشیدی، بیش از ۲۶۰۰ تن سیر از ایران صادر شده‌است. ارزش این میزان از صادرات، حدود ۲٫۲ میلیون دلار آمریکا است.

## نگارخانه

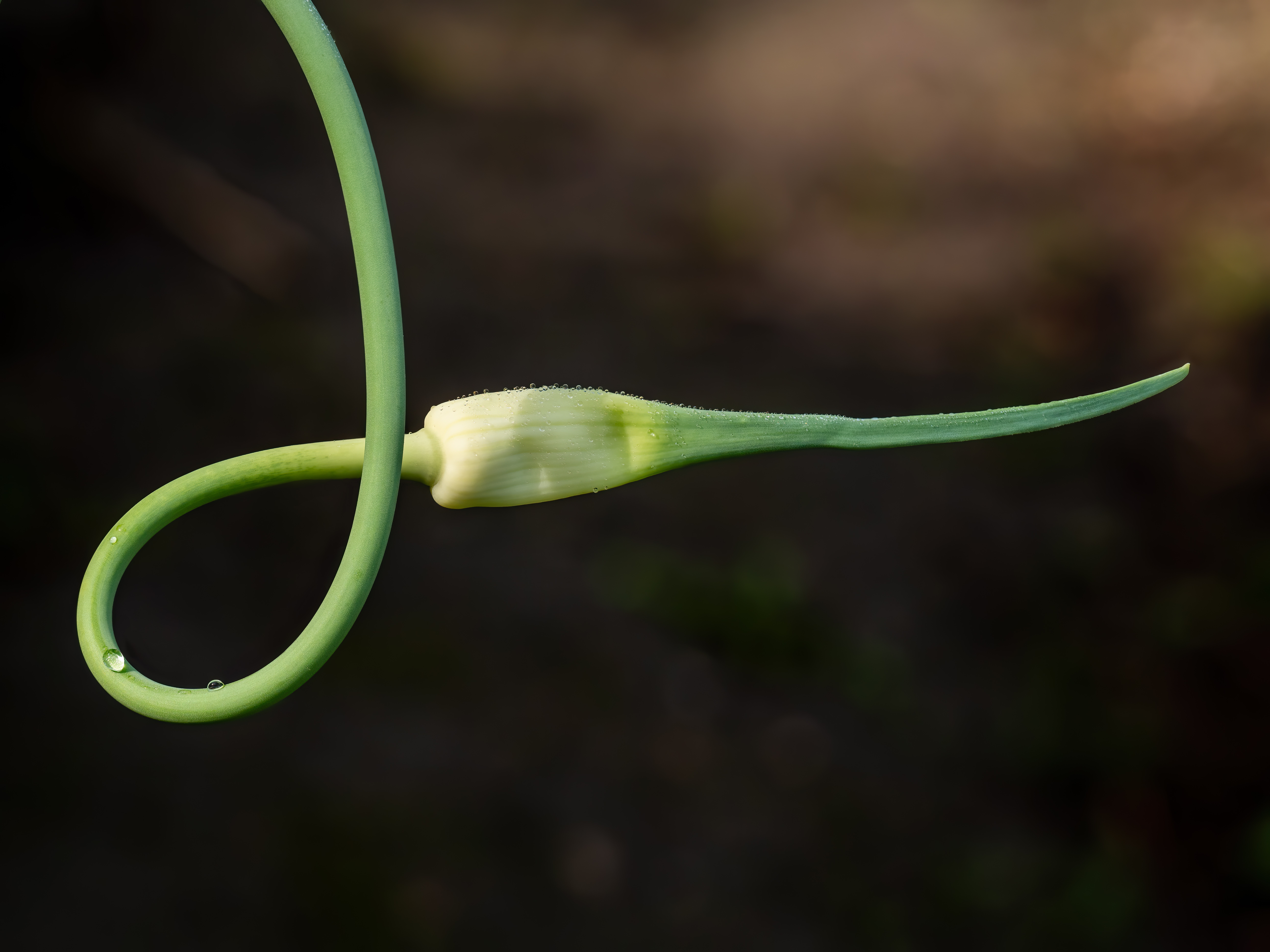
جوانهٔ سیر
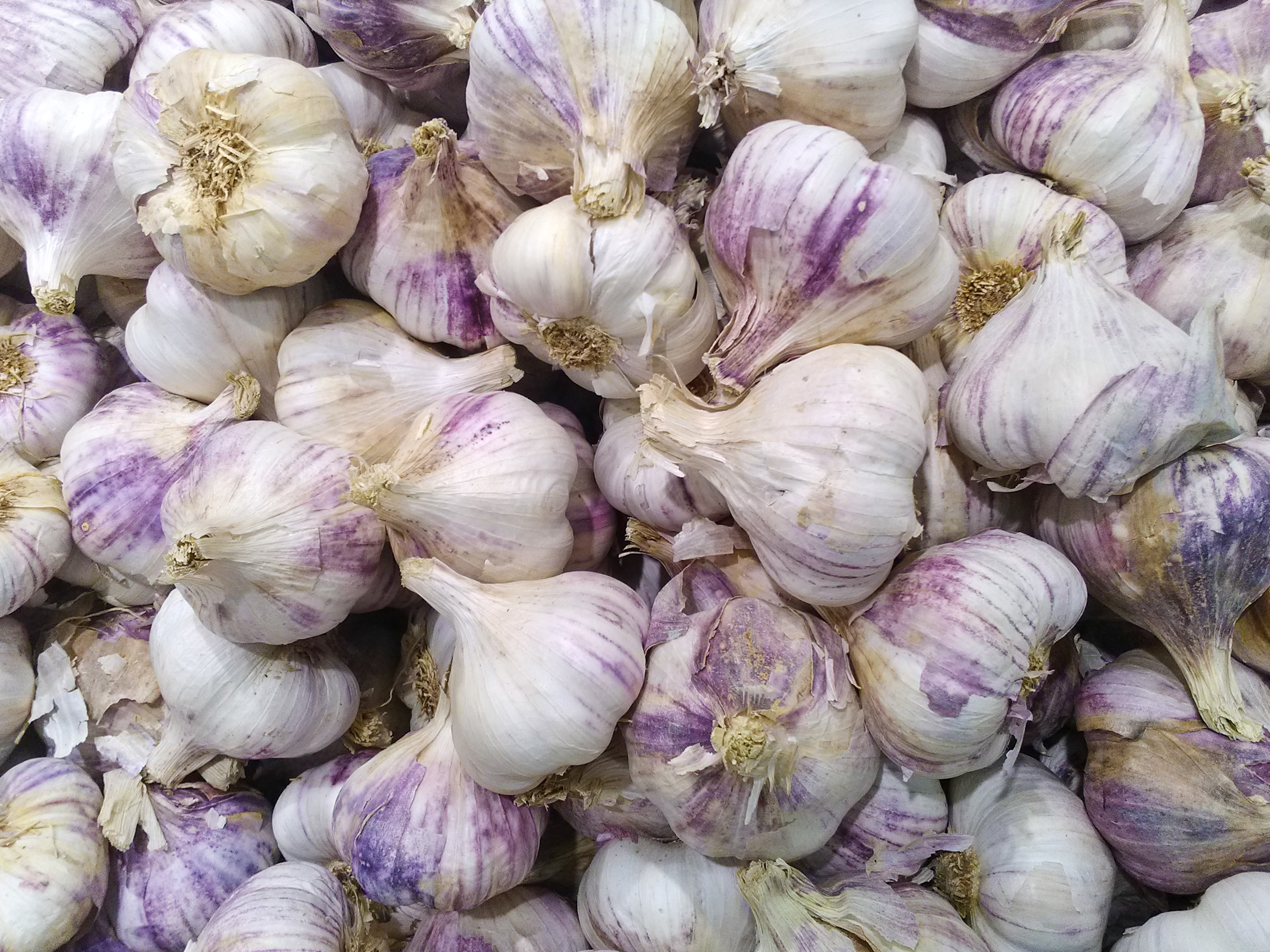
سیر
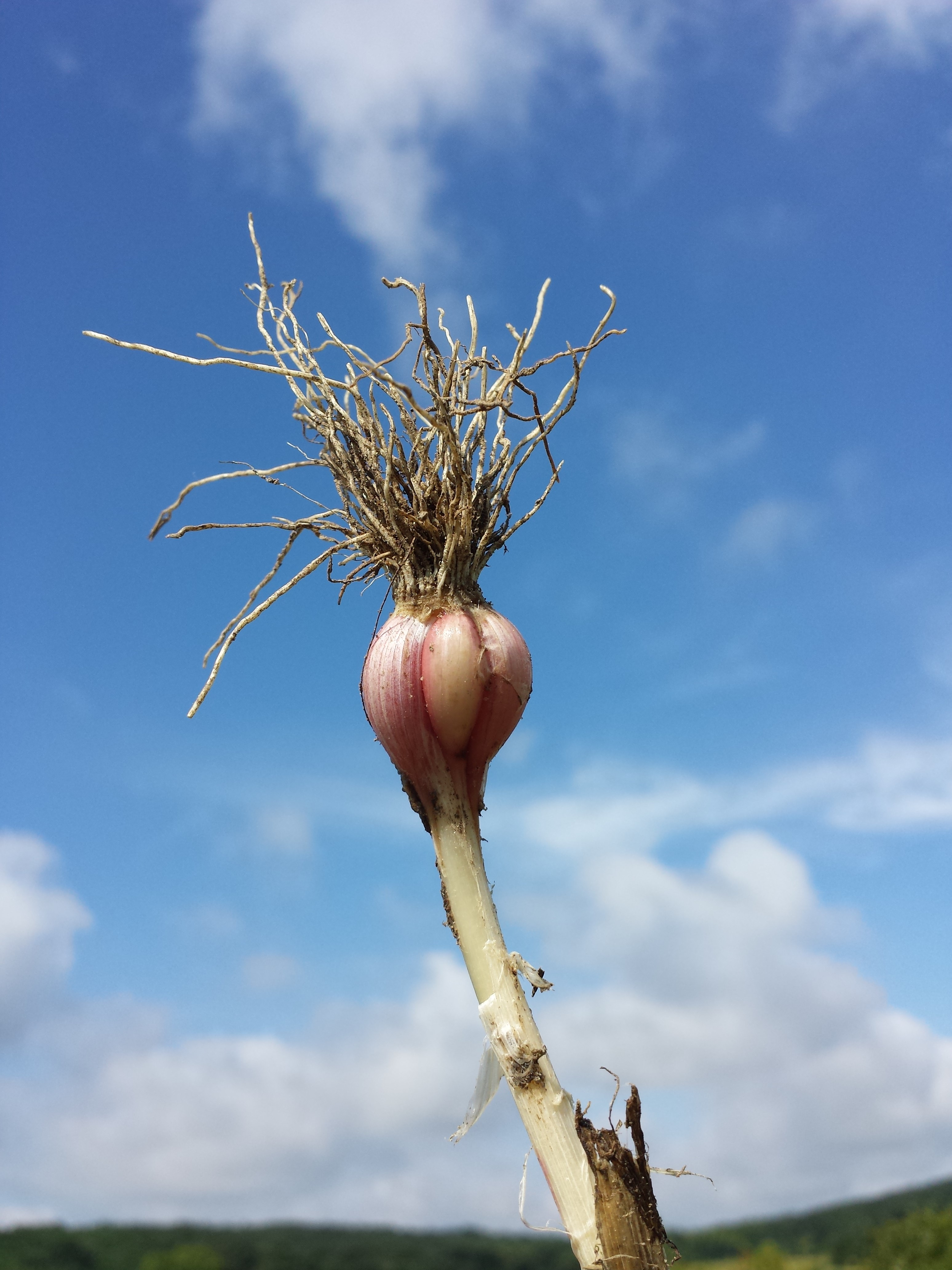
سیر تازه
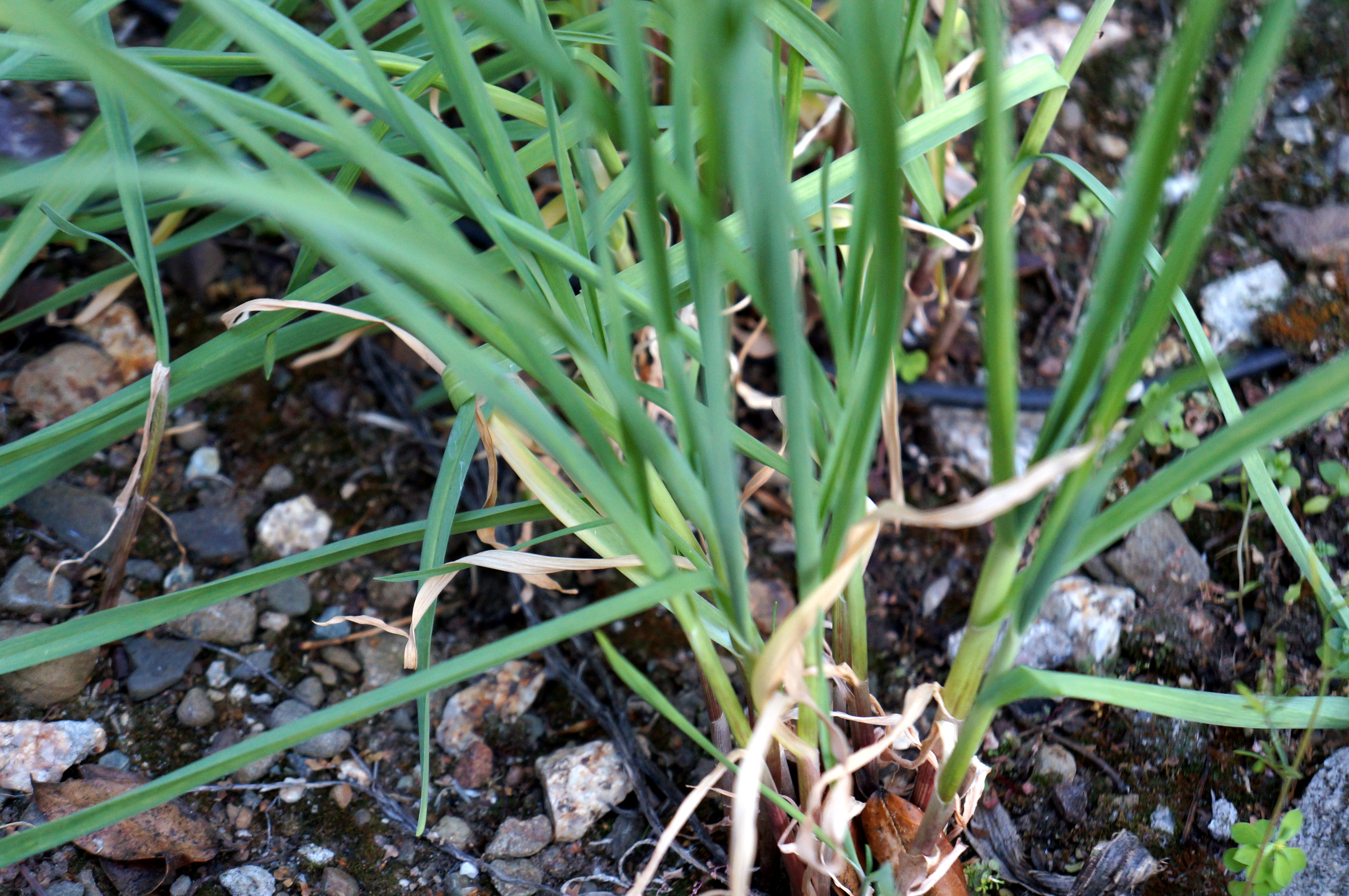
گیاه سیر